# 선별된 식물 과의 세계 점검표

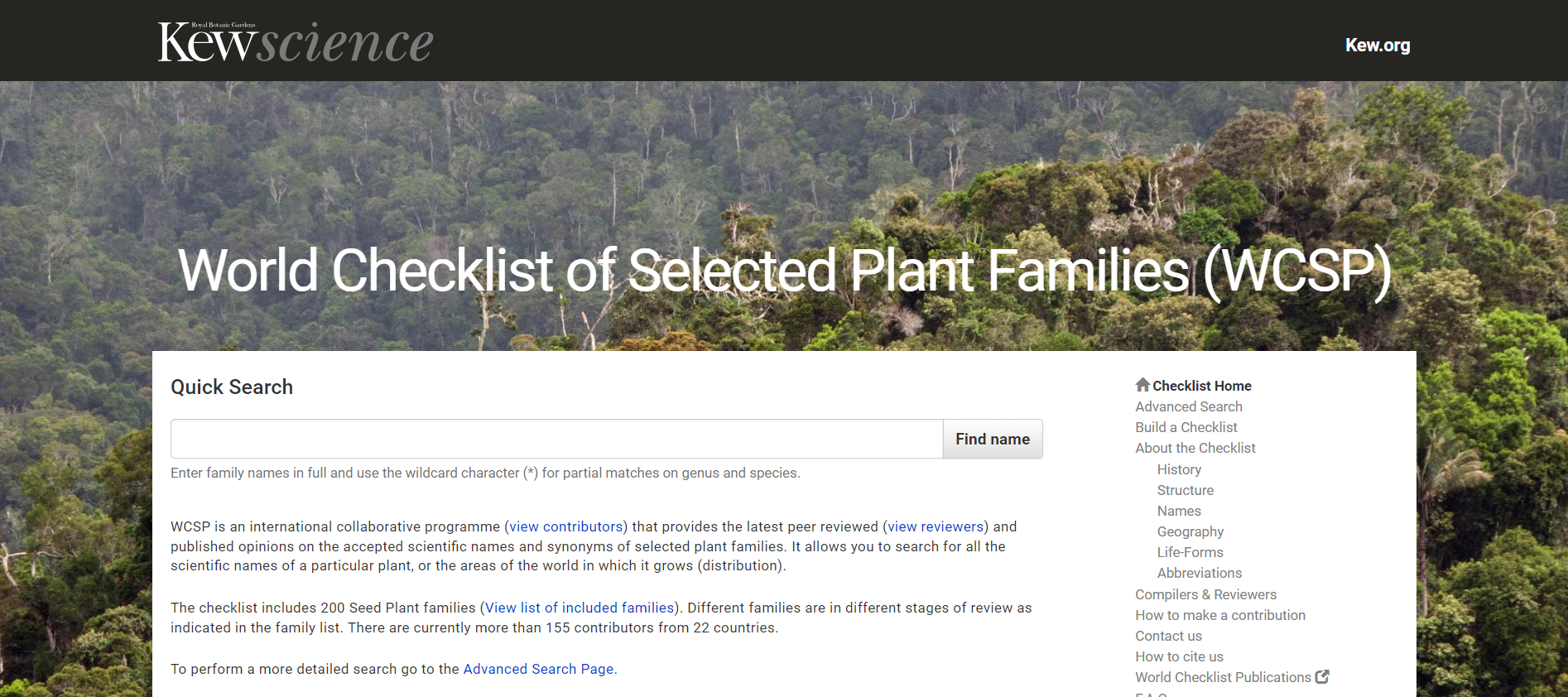

선별된 식물 과의 세계 점검표(World Checklist of Selected Plant Families, WCSP)는 "선별된 식물 과의 용인된 학명과 동의어에 관한, 동료평가를 거쳐 출간된 최신 의견을 제공하는 국제 협동 프로그램"이다. 큐 왕립식물원이 유지보수를 하며, 온라인에서 이용가능하고, 식물의 과, 속, 종의 이름을 검색할 수 있으며, 점검표를 만들 수 있는 기능이 있다.
이 프로젝트의 역사는 큐 왕립식물원의 연구원 라파엘 고바에르트(en:Rafaël Govaerts)가 참나무속의 점검표를 만든 1990년대로 거슬러 올라가며, 지구식물보존전략(en:Global strategy for plant conservation)의 영향을 받아서 확장되었다. 2013년 1월까지, 173개의 종자식물 과가 포함되었다. 외떡잎식물의 과들이 모두 채워졌으며, 다른 과들 또한 추가되어왔다.
국제 식물명 목록(en:International Plant Names Index, IPNI)이라 불리는, 큐 왕립식물원 또한 참여한 상호보완적 프로젝트가 있다. IPNI은 출간된 내용을 자세하게 제공하는 게 목적이며 무엇이 용인된 종명인지 결정하는 것은 목적이 아니다. IPNI에 새롭게 등재된 이름은 일 년쯤 뒤에 자동적으로 WCSP에 더해진다. WCSP는 큐 왕립 식물원과 미주리식물원(en:Missouri botanical garden)이 만들어냈으며 2010년에 모습을 드러낸 플랜트 리스트의 기반이 되는 데이터베이스 중 하나이기도 하다.

## 참고 문서
- 호주 식물명 목록(영어판)
- 생물 다양성 협약
- 세계의 식물 온라인
- 플랜트 리스트
- 트로피코스
- 위키생물종

## 같이 보기
- 생물 다양성 협약
- 플랜츠 오브 더 월드 온라인
- 플랜트 리스트
- 트로피코스
- 위키생물종